# Marko Vešović (scrittore)
Marko Vešović (Bijelo Polje, 14 marzo 1945 – Sarajevo, 17 agosto 2023) è stato uno scrittore, critico letterario e traduttore montenegrino, vissuto a Sarajevo.

## Biografia
Nato il 14 marzo 1945 nel villaggio di Pape presso Bijelo Polje nella Repubblica Socialista di Montenegro, Vešović frequentò il liceo a Bijelo Polje. Si trasferì prima a Sarajevo per gli studi universitari presso la Facoltà di Filosofia, poi a Belgrado presso la Facoltà di Filologia. Lavorò come insegnante alla scuola secondaria di Sarajevo e al liceo Pero Kosorić.
Vešović lavorò come assistente accademico alla Facoltà di Filosofia di Sarajevo dal 1976 al 1986, successivamente come redattore presso la casa editrice Veselin Masleša. Nel 1992 tornò alla Facoltà di Filosofia.
All'inizio della guerra in Bosnia ed Erzegovina Vešović fu accusato dai media legati al Partito Democratico Serbo di Karadžić di essere un traditore del popolo serbo. Vešović rispose che i crimini di Karadžić fermano gli animi e trasformano le bocche in pietra. Aggiunse che: "è vero che sono montenegrino, ma ogni volta che qualcuno mi conta come serbo per potermi sputare addosso, divento temporaneamente serbo anch'io".
Visse a Sarajevo durante la guerra di Bosnia ed è considerato tra i cronisti più accurati della vita dei cittadini di Sarajevo sotto assedio.
Dopo la guerra rimase nella capitale, insegnando come professore presso la Facoltà di Filosofia, al Dipartimento di Letterature Comparate. Rifiutò l'incarico di membro della Presidenza della Bosnia ed Erzegovina, dicendo che non è per la politica, né la politica è per lui.
I suoi libri includono Poljska konjica (Cavalleria polacca), sull'assedio di Sarajevo; Rastanak sa Arancanom (Addio ad Arenzano); e Knjiga žalbi (Libro dei reclami). Tra le più significative c'è la prosa di guerra Smrt je majstor iz Srbije (La morte è un capomastro dalla Serbia, 1994; pubblicato in italiano come "Chiedo scusa se vi parlo di Sarajevo", Sperling and Kupfer, 1996). In esso Vešović descrive anche le sue esperienze prebelliche con il criminale di guerra Radovan Karadžić, un tempo collega poeta.
Durante la sua carriera, scrisse colonne su diversi giornali montenegrini e bosniaci e pubblicò oltre 30 libri di poesia e prosa, traduzioni di poesie, saggi e opinioni polemiche.
Dopo il referendum sull'indipendenza montenegrina del 2006, Vešović scrisse per il quotidiano Pobjeda, nel quale pubblicò critiche feroci contro l'opposizione a Milo Đukanović. Il suo lavoro divenne oggetto di una sentenza per diffamazione. Per un periodo fu anche presidente onorario dell'Alleanza Liberale del Montenegro.
Morì a Sarajevo (Nedzarici) il 17 agosto 2023 e lì venne sepolto, al cimitero di Sv.Josip. Alla sua morte Andrej Nikolaidis lo definì "il più grande poeta montenegrino vivente".